# Carl Arthur Richter
Carl Arthur Richter (Leipzig, 6 februari 1883 –  Lenzburg, 13 december 1957) was een Duits-Zwitsers componist, muziekpedagoog en dirigent.

## Levensloop
Richter studeerde aan de Felix Mendelssohnschool voor muziek en theater te Leipzig onder andere bij Max Reger. Hij was vervolgens lid in verschillende orkesten en eveneens muziekleraar in verschillende steden. In 1909 vertrok hij naar Lenzburg in Zwitserland. Aldaar werd hij Stedelijke muziekdirecteur. In de federatie van de blaasorkesten in het kanton Aargau was hij verantwoordelijk voor de opleiding van dirigenten en is auteur van een boekje Aufgabenheft zum Katechismus der Musik von J.C. Lobe für den praktischen Dirigentenkurs des Aargauischen Musikvereins.
Als componist schreef hij werken voor orkest, harmonieorkest en koren.

## Composities

### Werken voor orkest
- 1918 Die Muschel, opus 19 – naar een gedicht van Dr. Wilhelm Johnas voor gemengd koor, sopraan solo en orkest
- Wunsch, opus 11, voor en zangstem met piano of orkestbegeleiding

### Werken voor harmonieorkest
- 1926 Aus ernster Zeit, mars
- 1933 Sonnenhymnus
- 1935 Kanzone, opus 27
- 1936 Festmarsch – Marche de Fête, ter gelegenheid van het 50-jarig jubileum van de Aargauischer Musikverein, opus 28
- 1937 Heroische Ouvertüre, opus 29
- 1937 Intermezzo, opus 30
- 1941 Konzert-Ouvertüre, opus 24
- 1946 Mona Lisa, dramatische ouverture, opus 36 – naar een gedicht van Beatrice Dovsky
- In Treue fest!, mars, opus 17
- Neuer Aargauer Marsch

### Cantates
- Choralkantate über „Es glänzet der Christen inwendiges Leben“, voor gemengd koor (dubbelde koor), alt, solokwartet, solo viool en orgel, opus 10

### Kamermuziek
- 1947 18 lichte stukjes voor viool en piano in progressieve volgorde, opus 34
- 4 lichte stukjes, voor viool, cello en piano, opus 16

### Vocaal- en koorwerken
- 1912 Hinaus in das Lustgeschmetter, opus 18, Nr. 2
- 1927 Aargauer Lied „Der Jura lodert rot belaubt“, opus 21, naar een gedicht van Adolf Frey, voor mannenkoor a capella of met orkest- of pianobegeleiding
- 1929 Bittgesang fürs Vaterland
- 1944 Unser Stern, opus 35, voor mannenkoor
- Abendstille..., voor mannenkoor a capella, opus 6
- Das schönste Rot, voor mannenkoor, opus 14
- Vijf liederen, voor zangstem en piano, opus 15
- Sternschnuppe opus 20 No. 1 – tekst: Clara Maria Goos
- Träum nicht vom Glück, lied voor een zangstem en piano, opus 12
- Unterm Machandelbaum, voor gemengd koor, opus 4
- Wanderer, voor mannenkoor a capella, opus 18, No. 1
- Weisse Astern opus 20 No. 2 – tekst: Clara Maria Goos
- Wenn die Landwehr kommt, voor mannenkoor, opus 20